# Azzeddine Ourahou
Azzeddine Ourahou (12 agosto 1984) è un ex calciatore francese naturalizzato marocchino, di ruolo centrocampista.

## Carriera

### Nazionale
Nel 2004 ha partecipato, insieme alla selezione marocchina, ai Giochi della XXVIII Olimpiade ad Atene.